# Juniperus semiglobosa
Juniperus semiglobosa là một loài thực vật hạt trần trong họ Cupressaceae. Loài này được Regel mô tả khoa học đầu tiên năm 1879.